# Кеяну-Маре
Кеяну-Маре (рум. Căianu Mare) — село у повіті Бистриця-Несеуд в Румунії. Входить до складу комуни Кеяну-Мік.
Село розташоване на відстані 344 км на північний захід від Бухареста, 27 км на північний захід від Бистриці, 66 км на північний схід від Клуж-Напоки.

## Населення
За даними перепису населення 2002 року у селі проживали 626 осіб, усі — румуни. Усі жителі села рідною мовою назвали румунську.

## Уродженці
- Леон Ману (1883—1959) — румунський церковний діяч, жертва комуністичного режиму.